# Campeonato Tocantinense 2020
El Campeonato Tocantinense de Fútbol 2020 fue la 32ª edición de la primera división de fútbol del estado de Tocantins. El torneo fue organizado por la Federação Tocantinense de Futebol (FTF). El torneo comenzó el 25 de enero de 2020, aunque tuvo que ser suspendido por la Pandemia de COVID-19 en Brasil. El 5 de febrero de 2021 se reanudó el campeonato con el encuentro por semifinales entre Palmas y Araguacema. El 14 de febrero de 2021 finalizó con la final entre Palmas y Tocantinópolis, siendo ganada por el primero en mención.

## Sistema de juego

### Primera fase
Los 8 equipos se enfrentan en modalidad de todos contra todos a una sola rueda. Culminadas las siete fechas, los últimos dos equipos posicionados en la tabla de posiciones, descienden a la Segunda División. Mientras que los cuatro primeros clasifican a las semifinales.

### Segunda fase
- Semifinales: Los enfrentamientos se emparejan con respecto al puntaje de la primera fase, de la siguiente forma:
  - 1º vs. 4º
  - 2º vs. 3º

- Nota: El equipo con menor puntaje en la primera fase comienza la llave como local.

- Final: Los dos ganadores de las semifinales disputan la final.

- Nota: En caso de empate en puntos y diferencia de goles en cualquier llave, se definirá en tanda de penales. No se considera los goles de visita.

### Clasificaciones
- Copa de Brasil 2021: Clasifica únicamente el campeón del campeonato.
- Copa Verde 2021: Clasifica únicamente el campeón del campeonato.
- Serie D 2021: Clasifican los dos mejores equipos que no disputan ni la Serie A, Serie B o Serie C.

## Equipos participantes
| Equipo           | Ciudad               | Estadio                     | Capacidad | Posición 2019     | Títulos (último) |
| ---------------- | -------------------- | --------------------------- | --------- | ----------------- | ---------------- |
| Araguacema       | Araguacema           | Municipal Taça              | 1 500     | 3.º (2ª división) | 0                |
| Atlético Cerrado | Paraíso do Tocantins | Municipal José Pereira Rêgo | 2 300     | 6.º               | 0                |
| Capital          | Palmas               | Nilton Santos               | 12 000    | 1.º (2ª división) | 0                |
| Interporto       | Porto Nacional       | General Sampaio             | 2 000     | 4.º               | 4 (2017)         |
| Nova Conquista   | Miranorte            | Zilmar Pinto                | 3 000     | 2.º (2ª división) | 0                |
| Palmas           | Palmas               | Nilton Santos               | 12 000    | Campeón           | 7 (2019)         |
| Sparta           | Araguaína            | Mirandão                    | 10 000    | 5.º               | 0                |
| Tocantinópolis   | Tocantinópolis       | João Ribeiro                | 8 000     | 2.º               | 4 (2015)         |

| Crecimiento | Equipos provenientes de la Segunda División Tocantinense 2019. |

## Primera fase
| Pos. | Equipo           | Pts. | PJ | G | E | P | GF | GC | Dif. | Clasificación          |
| ---- | ---------------- | ---- | -- | - | - | - | -- | -- | ---- | ---------------------- |
| 1    | Palmas           | 19   | 7  | 6 | 1 | 0 | 18 | 3  | +15  | Fase final.            |
| 2    | Interporto       | 16   | 7  | 5 | 1 | 1 | 20 | 5  | +15  | Fase final.            |
| 3    | Tocantinópolis   | 13   | 7  | 4 | 1 | 2 | 11 | 9  | +2   | Fase final.            |
| 4    | Araguacema       | 11   | 7  | 3 | 2 | 2 | 12 | 8  | +4   | Fase final.            |
| 5    | Capital          | 6    | 7  | 2 | 0 | 5 | 6  | 13 | −7   |                        |
| 6    | Nova Conquista   | 6    | 7  | 1 | 3 | 3 | 4  | 11 | −7   |                        |
| 7    | Sparta           | 4    | 7  | 1 | 1 | 5 | 4  | 9  | −5   | Descenso de categoría. |
| 8    | Atlético Cerrado | 4    | 7  | 1 | 1 | 5 | 4  | 21 | −17  | Descenso de categoría. |

Actualizado a los partidos jugados el 8 de marzo de 2020.
 Fuente: 
Criterios de clasificación: 1) Puntos; 2) Partidos ganados; 3) Diferencia de gol; 4) Goles anotados; 5) Enfrentamiento directo entre los equipos en cuestión; 6) Sorteo.

## Fase final

#### Cuadro de desarrollo
|  | Semifinales                                  | Semifinales                                  | Semifinales                                  | Semifinales                                  | Semifinales                                  |   |   | Final                       | Final                       | Final                       | Final                       | Final                       |  |
|  | 15 de marzo del 2020 al 5 de febrero de 2021 | 15 de marzo del 2020 al 5 de febrero de 2021 | 15 de marzo del 2020 al 5 de febrero de 2021 | 15 de marzo del 2020 al 5 de febrero de 2021 | 15 de marzo del 2020 al 5 de febrero de 2021 |   |   | 10 al 14 de febrero de 2021 | 10 al 14 de febrero de 2021 | 10 al 14 de febrero de 2021 | 10 al 14 de febrero de 2021 | 10 al 14 de febrero de 2021 |  |
|  |                                              |                                              |                                              |                                              |                                              |   |   |                             |                             |                             |                             |                             |  |
|  |                                              |                                              |                                              |                                              |                                              |   |   |                             |                             |                             |                             |                             |  |
|  | 1                                            | Palmas                                       | 1                                            | 0                                            | 1                                            |   |   |                             |                             |                             |                             |                             |  |
|  | 1                                            | Palmas                                       | 1                                            | 0                                            | 1                                            |   |   |                             |                             |                             |                             |                             |  |
|  | 4                                            | Araguacema                                   | 0                                            | 0                                            | 0                                            |   |   |                             |                             |                             |                             |                             |  |
|  | 4                                            | Araguacema                                   | 0                                            | 0                                            | 0                                            |   | 1 | Palmas                      | 3                           | 1                           | 4                           |                             |  |
|  |                                              |                                              |                                              |                                              |                                              |   | 1 | Palmas                      | 3                           | 1                           | 4                           |                             |  |
|  |                                              |                                              | 3                                            | Tocantinópolis                               | 3                                            | 0 | 3 |                             |                             |                             |                             |                             |  |
|  | 2                                            | Interporto                                   | 3                                            | Tocantinópolis                               | 3                                            | 0 | 3 | 0                           | 2                           | 2 (2)                       |                             |                             |  |
|  | 2                                            | Interporto                                   |                                              |                                              |                                              |   |   | 0                           | 2                           | 2 (2)                       |                             |                             |  |
|  | 3                                            | Tocantinópolis (p)                           | 0                                            | 2                                            | 2 (4)                                        |   |   |                             |                             |                             |                             |                             |  |
|  | 3                                            | Tocantinópolis (p)                           | 0                                            | 2                                            | 2 (4)                                        |   |   |                             |                             |                             |                             |                             |  |
|  |                                              |                                              |                                              |                                              |                                              |   |   |                             |                             |                             |                             |                             |  |

Nota: El equipo que ocupa la primera línea es el que define la serie como local.
| Bandera del estado de Tocantins |
| Campeón                         |
| Palmas 8.° título               |

## Clasificación final
| Pos. | Equipo           | Pts. | PJ | G | E | P | GF | GC | Dif. | Clasificación                                        |
| ---- | ---------------- | ---- | -- | - | - | - | -- | -- | ---- | ---------------------------------------------------- |
| 1.°  | Palmas           | 27   | 11 | 8 | 3 | 0 | 23 | 6  | +17  | Copa de Brasil 2021, Copa Verde 2021 y Serie D 2021. |
| 2.°  | Tocantinópolis   | 16   | 11 | 4 | 4 | 3 | 16 | 15 | +1   | Serie D 2021.                                        |
| 3.°  | Interporto       | 18   | 9  | 5 | 3 | 1 | 22 | 7  | +15  |                                                      |
| 4.°  | Araguacema       | 12   | 9  | 3 | 3 | 3 | 12 | 9  | +3   |                                                      |
| 5.°  | Capital          | 6    | 7  | 2 | 0 | 5 | 6  | 13 | −7   |                                                      |
| 6.°  | Nova Conquista   | 6    | 7  | 1 | 3 | 3 | 4  | 11 | −7   |                                                      |
| 7.°  | Sparta           | 4    | 7  | 1 | 1 | 5 | 4  | 9  | −5   | Segunda División 2020.                               |
| 8.°  | Atlético Cerrado | 4    | 7  | 1 | 1 | 5 | 4  | 21 | −17  | Segunda División 2020.                               |

Reglas de clasificación: 1) Puntos; 2) Partidos ganados; 3) Diferencia de gol; 4) Goles anotados; 5) Enfrentamiento directo entre los equipos en cuestión; 6) Sorteo.